# Ametista do Sul
Ametista do Sul är en kommun i Brasilien.   Den ligger i delstaten Rio Grande do Sul, i den södra delen av landet, 1 400 km söder om huvudstaden Brasília. Antalet invånare är 7 323. Arean är 93 kvadratkilometer.
Terrängen i Ametista do Sul är kuperad åt nordost, men åt sydväst är den platt.
Omgivningarna runt Ametista do Sul är en mosaik av jordbruksmark och naturlig växtlighet. Runt Ametista do Sul är det ganska glesbefolkat, med 39 invånare per kvadratkilometer.